# 阿尔滕扎尔村委员会
阿尔滕扎尔村委员会（俄语：Алтынжарский сельсовет）是俄罗斯联邦阿斯特拉罕州沃洛达尔斯基区所属的一个村委员会。其下辖有6个居民点，行政中心为阿尔滕扎尔。据2015年统计，该村委员会的人口为2490人。